# Infinite Stratos
IS <Infinite Stratos> (IS〈インフィニット・ストラトス〉, IS (Infinitto Sutoratosu)) est une série de light novels écrite par Izuru Yumizuru et illustrée par Okiura. Sept volumes ont été publiés en avril 2011 par Media Factory sous leur label MF Bunko J. Depuis 2013, la série est publiée par Overlap, et CHOCO remplace Okiura pour les illustrations.
Une adaptation en manga de cinq tomes, dessinée par Kenji Akahoshi, est publiée entre 2010 et 2012 dans le magazine de type seinen Monthly Comic Alive. Une adaptation en série télévisée d'animation produite par le studio 8-Bit est diffusée au Japon entre janvier et mars 2011. Une seconde saison est diffusée entre octobre et décembre 2013.

## Intrigue
Dans un futur proche, une scientifique japonaise a élaboré un exosquelette de combat appelé « Infinite Stratos » (IS). Possédant une technologie et des capacités de combat beaucoup plus avancées que tout autre système d'arme, l’IS menace de déstabiliser le monde. Face à une arme aussi irrésistible, les nations du monde adoptent le « traité de l'Alaska », qui stipule que l’IS ne sera jamais utilisée pour le combat militaire et que la technologie existante IS doit être également répartie entre toutes les nations, pour éviter qu’une nation puisse dominer les autres. L'introduction de l'IS a cependant un effet majeur sur la société. Comme l’IS ne peut être exploitée que par des femmes, l'équilibre du pouvoir entre hommes et femmes est brisé, les femmes venant à dominer la société.
Dix ans après que le premier IS eut été introduit, le monde est entré dans une nouvelle ère de paix. La paix est fragilisée, cependant, par une découverte inattendue. Un garçon japonais de 15 ans, nommé Ichika Orimura, se révèle être capable de faire fonctionner un IS. Réalisant son potentiel, Ichika est forcé par le gouvernement japonais d’entrer à la prestigieuse Académie Infinite Stratos, une académie internationale où sont formés les pilotes du monde entier. Ainsi commence sa vie scolaire entouré de filles.

## Personnages
Ichika Orimura (織斑 一夏, Orimura Ichika)
Doublé par Kōki Uchiyama
Le protagoniste d’Infinite Stratos. Il est étudiant en première année à l'IS Academy. Sa sœur aînée, Chifuyu, est une pilote légendaire. Ils ont été abandonnés par leurs parents à un jeune âge et Ichika fut élevé par sa sœur. En dépit de la façon assez dure, dont elle le traite, il aime et estime sa sœur. Comme il est le premier pilote-homme d’IS, cela lui donne une certaine célébrité. Son premier combat a été contre Cecilia Alcott, pour obtenir le poste de délégué de classe. Ce combat a mis à rude épreuve la jeune fille mais Ichika perdit car l’énergie des boucliers de son IS s'est épuisée avant qu'il n’ait réussi à asséner un coup décisif à l’IS de Cécilia. Néanmoins, il devient le nouveau représentant de sa classe. Avec la pratique, il est devenu l’un des pilotes d’IS les plus forts et est finalement en mesure de vaincre Laura, qui avait facilement battu Ling et Cecilia. Il pilote le Byakushiki (白式)  qui est un des deux seuls IS de 4e génération développés et il est de classe combat en mêlée. Il possède également la Yukihira type 2, une lame d'énergie d’IS ayant appartenu à sa sœur. Malgré le fait qu'il soit issu de la 4e génération, l'IS d'Ichika, le Byakushiki n'est qu'un prototype et a donc de gros défauts, dont le plus pénalisant est l'autonomie énergétique. En effet, ce dernier est très (voir trop) gourmand en énergie, à tel point qu'il ne peut porter son attaque spécifique qu'une seule fois, même en restant sur la défensive en esquivant les attaques ennemies, ses réserves s'épuisent en quelques minutes. Aussi, le système de protection du pilote n'est pas au point, en effet, l'IS d'Ichika se dématérialise automatiquement quand il arrive à court d'énergie (qu'il soit seul, face à un ennemi ou en plein vol) laissant ce dernier sans défense. De plus, il ne possède aucune attaque à distance, il doit donc être constamment soutenu par un équipier et il serait presque suicidaire pour lui d'effectuer un combat en solitaire, en situation réelle. Enfin, du fait de ses problèmes d'énergie, l'IS d'Ichika ne peut pas se déplacer sur de moyennes ou grandes distances et doit donc être transporté par un véhicule ou un autre IS. On apprend plus tard de Tabane, que le byakushiki est en fait un prototype raté qui n'a jamais fonctionné (ce qui expliquerait les défauts), le fait qu'Ichika ait réussi à l'activer reste un mystère pour elle.
Houki Shinonono (篠ノ之 箒, Shinonono Hōki)
Doublée par Yōko Hikasa
Houki est une étudiante de première année à l'IS Academy et a été l'ami d’Ichika depuis l’enfance mais ils ne se sont pas revus pendant six ans avant qu’ils n’entrent tous les deux à l’académie. Elle a une très longue queue de cheval. Son lieu de résidence est un dojo de kendo et elle est intéressée par le kendo depuis son plus jeune âge. Houki participe même des compétitions de kendo au niveau national et a remporté le tournoi national qui a été organisé un an avant que l'histoire d'Infinite Stratos ne commence. Elle fait partie du club de kendo à l'IS Academy. Sa sœur aînée Tabane est la créatrice de l'IS mais Houki la déteste car il y a six ans, Ichika accepta de devenir son petit ami si elle pouvait gagner le tournoi national de kendo de leur grade. Cependant, le jour du tournoi était également le jour où l’IS a été introduit dans le monde. En raison de leurs liens avec Tabane, la famille Houki a été placée sous la protection du gouvernement et Houki a été contraint de se retirer du tournoi de kendo. Depuis cet incident, Houki déteste sa sœur pour l’avoir éloigné du garçon qu'elle aime et d'avoir abandonné leur famille. En dépit de ne pas l’avoir vu pendant une longue période, Houki nourrit encore de forts sentiments pour Ichika comme le montre sa pratique continue du kendo qui a été son seul lien avec lui. Elle est actuellement sa colocataire dans leur chambre de l’internat et devient très vite jalouse quand d’autres filles lui tournent autour. Elle pilote l’Akatsubaki (红椿) qui est un des deux seuls IS de 4e génération développés, qui est de classe combat en mêlée. C'est la version aboutie de l'IS d'Ichika, il possède de bien meilleures caractéristiques et le même genre de techniques que le précédent mais sans tous ses défauts (les problèmes d'énergie et de déplacement ont été résolus) et il possède une attaque à distance en plus du yukihira type 2.
Cecilia Alcott (セシリア オルコット, Seshiria Orukotto)
Doublée par Yukana
Cecilia est une étudiante de première année à l'IS Academy et elle est la représentante cadette de l'Angleterre, ainsi qu'un membre de l’aristocratie britannique. Son père qui était un homme faible et timide, avait peu d'influence tant à l'intérieur qu'à l'extérieur de la famille Alcott. Il lui a fait jurer de ne jamais épouser un homme faible car cela entrainerait des difficultés dues au changement de statut social. Elle est devenue orpheline il y a 3 ans après un accident de train et a été contrainte de protéger sa fortune familiale de ceux qui voulaient en revendiquer une part. Elle se bat avec Ichika pour le poste de délégué de classe, mais parvient à gagner uniquement parce que l’énergie des boucliers de l'IS d'Ichika s'est épuisée avant qu'il n’arrive à lui porter un coup décisif. Elle commence bientôt à voir en lui un vrai homme et tombe amoureuse de lui. Elle pilote le Blue Tears (ブルーティアーズ, Buru Tiāzu), un IS de classe tireur d’élite, qui peut déployer quatre drones contrôlés à distance (qui représentent chacun une "Larme Bleue", raison du nom de cet IS) pour viser ses ennemis à courte et moyenne portée.
Huang Lingyin (凰 鈴音, Fan Rinin)
Doublée par Asami Shimoda
Lingyin est une étudiante de première année à l'IS Academy, elle est la déléguée de sa classe et est la représentante de la Chine. A l’instar d’Houki, Lingyin est une amie d’Ichika depuis qu’ils étaient petits. Elle est amoureuse d’Ichika depuis qu'il l’a protégé contre quatre persécuteurs à l’école. Lingyin devient dans un premier temps après leurs retrouvailles, extrêmement hostile à Ichika après qu’elle eut découvert qu’il avait oublié les détails d'une promesse (pas très claire) qu’elle avait elle-même proposée (qui disait implicitement que si elle devenait une excellente cuisinière, il serait son petit ami). Sa famille tenait un restaurant chinois. Son surnom est "Ling" (铃, Rin). Elle pilote le Shenlong (甲龙, Shenron), un IS hybride car il remplit le rôle de combattant en mêlée et à moyenne portée grâce à de puissants canons « Impact » cachés dans l’armure des épaules.
Charlotte Dunois (シャルロット デュノア, Sharurotto Dunoa)
Doublée par Kana Hanazawa
Charlotte est une étudiante de première année à l'IS Academy et la représentante cadette de la France. :Charlotte a été initialement introduite dans la série comme étant « Charles », le second élève-pilote "mâle" d’IS transféré dans la classe d’Ichika. Le véritable but de Charlotte, cependant, était d'espionner Ichika et de découvrir de quelle manière était-il capable de piloter un IS. Elle devient, à la suite de son introduction dans l'académie IS, la colocataire d'Ichika étant donné qu'elle fut considéré comme étant un jeune garçon. À la suite de cette nouvelle répartition, Ichika découvre plus tard, sa véritable identité. Lorsqu’Ichika apprend que le père de Charlotte et sa société se servait d'elle pour l'espionner, il décide d’aider à la protéger. Elle tombe amoureuse de lui en raison de sa bravoure. Elle pilote l’IS Rafale Revive Custom II (ラファールリヴァイヴカスタムII, Rafāru Revaivu Kasutamu II).
Laura Bodewig (ラウラ ボーデヴィッヒ, Raura Bādovihhi)
Doublée par Marina Inoue
Laura est une étudiante de première année à l'IS Academy et la représentante cadette de l'Allemagne. Laura est un super-soldat crée génétiquement, et un membre de l'armée allemande où elle détient le grade de lieutenant en second. Elle a des yeux rouges et de longs cheveux argentés. Sa caractéristique la plus importante est un cache-œil noir qui couvre son œil gauche. Ce dernier est jaune, résultat d'une expérience ratée en nano-ingénierie, il était destiné à aider son utilisateur à mieux piloter un IS. Laura était sous la tutelle de Chifuyu Orimura lorsque celle-ci était dans l'armée allemande et la tient en haute estime. Chifuyu l'a soutenu et pour Laura, elle a été son modèle quand elle a subi une dépression de ne pas être la plus forte. Le but premier de Laura pour venir à l'IS Academy était de punir Ichika, à qui elle reproche d’être la raison pour laquelle sa sœur s’était retirée du second tournoi international de combat d’IS. Elle ne savait pas qu’Ichika avait été enlevé et que Chifuyu s’était retirée pour aller le sauver. Elle bat facilement Ling et Cecilia, mais perd face à Ichika. En désespoir de cause, elle jure de le tuer et devient folle, mais est battu de nouveau par Ichika qui la calme et la console dans le sous-espace inter-IS. En apprenant que la force d’Ichika vient de sa liberté de choisir et d'aider ceux autour de lui et des conseils de Chifuyu, Laura décide de devenir son garde du corps et de le protéger contre les autres filles comme son « épouse » (un malentendu dans sa connaissance de la culture japonaise). Après avoir été consolé dans le sous-espace inter-IS, elle se rend compte à quel point Ichika est spécial et tombe amoureuse de lui. Laura pilote le Regen Schwarzer (シュヴァルツェアレーゲン, Shuwarutsea Regen).
Chifuyu Orimura (織斑 千冬, Orimura Chifuyu)
Doublée par Megumi Toyoguchi
Chifuyu est la sœur aînée d’Ichika. Elle a 24 ans et est responsable de la classe de son frère à l'IS Academy. Elle a été la première représentante japonaise et la première championne du monde de combat d’IS pour la première génération de machines IS. Il a été dit qu’elle était la plus forte des pilotes d’IS à un moment donné avant qu’elle ne se retire. Pendant sa retraite, elle s'occupait de son frère et ils se sont élevés seuls après que leurs parents les ont abandonnés. Même si elle est sévère avec Ichika à certain moment, elle se soucie profondément de lui étant donné du fait qu’elle le voit comme étant sa seule famille. Chifuyu est aussi celle qui a inscrit Ichika à l'IS Academy pour le tenir à l'abri des convoitises des autres pays. Chifuyu a autrefois utilisé Yukihira, une puissante lame d'énergie pour IS et qui est maintenant en possession d’Ichika. Chifuyu était une amie proche de Tabane Shinonono, la créatrice de l'IS, ce qui explique la façon dont leurs jeunes frères et sœurs sont devenus amis d'enfance.
Maya Yamada (山田 真耶, Yamada Maya)
Doublée par Noriko Shitaya
Maya est la vice-professeur responsable de la classe d’Ichika. Elle avait l’habitude d’être une représentante cadette pour le Japon.
Tabane Shinonono (篠ノ之 束, Shinonono Tabane)
Doublée par Yukari Tamura
Tabane est la sœur aînée d’Houki et la créatrice de l’IS. Elle a mystérieusement disparu après l'introduction de l’IS et elle est actuellement la personne la plus recherchée dans le monde étant donné que nombreux sont ceux qui la recherchent pour ses connaissances sur les IS et particulièrement leurs noyaux. En effet, elle est la seule sachant les fabriquer et n’en a produit que 467 en tout et pour tout. Elle est une amie proche de Chifuyu, la sœur aînée d’Ichika. Houki sent qu’elle est liée à elle à cause de ce qui est arrivé à leur famille et Ichika, il y a 6 ans mais elle la haït depuis ce moment.
Dan Gotanda (五反田 弾, Gotanda Dan)
Doublée par Makoto Yasumura
Dan est un ami proche d’Ichika du collège.
Ran Gotanda (五反田 蘭, Gotanda Ran)
Doublée par Noriko Obato
Ran est la petite sœur de Dan et fréquente actuellement une école privée pour filles. Elle fait sa troisième année de collège et elle est le président du conseil des étudiants. Ran a des sentiments pour Ichika.

## Terminologie
Infinite Stratos
Abrégé en IS, les IS sont de puissants exosquelettes multiformes, qui possèdent une technologie de pointe et de grandes capacités de combat. Initialement conçu pour l'exploration spatiale, ils sont devenus la nouvelle arme de prédilection dans le monde mais son usage a été limité au domaine sportif et à la compétition. Son usage par l’armée est interdit par le « traité de l’Alaska ». Les recherches sur les IS pour une utilisation dans le domaine spatiale se sont arrêtées. L'IS ne peut être activé que par des femmes, à l'exception d'Ichika. L’IS fonctionne grâce à une forme d’énergie spéciale appelée « noyau ».
Noyaux
Le noyau ou « boîte noire » d'un IS est ce qui lui permet de fonctionner. Parce que seulement 467 noyaux ont été créés, la plupart d'entre eux ont été partagés entre les gouvernements du monde où seuls quelques pilotes, travaillant pour certaines organisations ou grandes entreprises, possèdent leurs IS personnels. Il n’existe que 467 noyaux car le secret de leur création est détenu par Tabane Shinonono qui a décidé de n’en créer que 467, donc sans noyaux supplémentaires, il ne peut y avoir d’IS supplémentaire. Les grandes entreprises et certains gouvernements la recherchent activement pour pouvoir posséder ce secret et avoir un ascendant sur le reste du monde.
Mondo Grosso
C’est le nom donné au tournoi international de combat d’IS qui se tient tous les trois ans.

## Light novel
Infinite Stratos a commencé comme une série de light novels écrite par Izuru Yumizuru, avec des illustrations fournies par Okiura. Le premier volume a été publié par Media Factory sous leur label MF Bunko J le 31 mai 2009.
Les light novels sont traduits en chinois traditionnel et le premier volume a été publié et diffusé par Sharp Point Press le 9 novembre 2010. Les traductions en chinois des light novels étaient, à l'origine, sous le régime d'une suspension indéfinie. L’auteur Yumizuru a cité comme raison pour cette suspension que les représentants étrangers de Media Factory se livraient à des contrats avec des éditeurs étrangers, sans permission de l'auteur. Yumizuru a également déclaré qu’il était prêt à se battre sur cette affaire en justice si nécessaire.

### Liste des volumes
| no | Japonais         | Japonais          |
| no | Date de sortie   | ISBN              |
| --- | ---------------- | ----------------- |
| 01 | 25 mai 2009      | 978-4-8401-2788-2 |
| Liste des chapitres : - "My Classmates Are All Girls" (クラスメイトは全員女, Kurasumeito wa Zennin Onna) - "Class Representative Runoff" (クラス代表決定戦, Kurasu Daihyō Ketteisen) - "The Transfer Student is my Second Childhood Friend" (転校生はセカンド幼なじみ, Tenkōsei wa Sekando Osananajimi) - "Showdown! The Class League Match" (決戦!クラス対抗戦, Kessen! Kurasu Taikousen) |                  |                   |
| 02 | 25 août 2009     | 978-4-8401-2870-4 |
| Liste des chapitres : - "Boy Meets Boy" (ボーイ・ミーツ・ボーイ, Bōi Mītsu Bōi) - "My Roommate is a Blond Gentleman" (ルームイトはブロンド貴公子(ジェントル), Rūmumeito wa Burondo Jentoru) - "Blue Days, Red Switch" (ブルー・デイズ・レッド・スイッチ, Burū Deizu Reddo Suicchi) - "Find Out My Mind" (ファインド・アウト・マイ・マインド, Faindo Auto mai maindo) - "Epilogue: From the Crimson's Deep Sleep" (エピローグ: 深なる紅(あか)のまどろみより, Epirōgu: Fukanaru Aka no Madoromi yori) |                  |                   |
| 03 | 25 décembre 2009 | 978-4-8401-3086-8 |
| Liste des chapitres : - "Rain Maker" (乙女の心は晴れのち曇り(レイン・メーカー), Rein Mēkā) - "Ocean's Eleven!" (海に着いたら十一時!(オーシャンズ・イレブン), Ōshanzu Irebun!) - "Thin Red Line" (その境界線の上に立ち(シン・レッド・ライン), Shin Reddo Rain) - "Dressy White" (雪羅(ドレッシィ・ホワイト), Doresshī Howaito) - "Epilogue: Your Name is" (エピローグ: 君の名は(ユア・ネイム・イズ), Epirōgu: Yua Neimu Izu)                                                                         |                  |                   |
| 04 | 25 mars 2010     | 978-4-8401-3179-7 |
| Liste des chapitres : - "Welcome in the Summer" (ウェルカム・イン・ザ・ザマー, Werukamu in za Samā) - "Rhapsody of Two Kittens" (二匹の子猫のラプソディー, Nihiki no Koneko no Rapusodī) - "Midsummer Night's Dream" (真夏の夜の夢, Manatsu no Yoru no Yume) - "Lovesick Quintet" (恋に騒がす五重奏(クインテット), Koi ni Sawagasu Kuintetto) - "Epilogue:Night Hunters in the Darkness" (エピローグ: 暗がりに潜みし闇苅, Epirōgu: Kuragari ni Hisomishi Kuragari)                                  |                  |                   |
| 05 | 25 juin 2010     | 978-4-8401-3428-6 |
| Liste des chapitres : - "Heart Painkiller" (恋スル☆舌下錠(ハート・ペインキラー), Hāto Peinkirā) - "The Student Council President is a Felis Woman" (生徒会長は猫座の女, Seitokaichō wa Nekoza no Onna) - "Clear Melody of Cinderella's Heel" (硝子少女(シンデレラ・ヒール)の透色和音, Shinderera Hīru no Sukiiro Waon) - "Mysterious Lady" (ミステリアス・レイディ, Misuteriasu Reidi) - "Epilogue: Beginning of the Story" (エピローグ: ｢ものがたり｣のはじまり, Epirōgu: Monogatari no Hajimari)   |                  |                   |
| 06 | 24 décembre 2010 | 978-4-8401-3516-0 |
| Liste des chapitres : - "Silent Ones" (静かなるもの, Shizukanaru Mono) - "Resound, maiden's Victory Song" (鳴り響け、乙女の凱歌, Narihibike, Otome no Gaika) - "Cannonball Fast" (弾丸のように、速く(キャノンボール・ファスト), Kyanonbōru Fasuto) - "Heartbreaker" (ハートブレイカー, Hātobureikā) - "Epilogue: Reflection on the Water's Surface" (エピローグ: 水面映し, Epirōgu: Minamo Utsushi)                                                                                                 |                  |                   |
| 07 | 8 avril 2011     | 978-4-8401-3856-7 |
| 08 | 25 avril 2013    | 978-4-906866-12-0 |
| 09 | 25 avril 2014    | 978-4-906866-36-6 |

## Manga
Une adaptation en manga dessinée par Kenji Akahoshi est prépublié entre mai 2010 et juillet 2012 dans le magazine Monthly Comic Alive. Le premier volume relié est publié par Media Factory le 22 décembre 2010, et le cinquième et dernier le 21 septembre 2012.
De nombreux autres mangas basés sur Infinite Stratos ont également vu le jour,.

## Anime
L'adaptation en anime est annoncée en juin 2010. Celle-ci est produite au sein du studio 8-Bit avec une réalisation de Yasuhito Kikuchi, un scénario de Fukihiko Shimo et des compositions de Hikaru Nanase. Elle est diffusée initialement du 6 janvier au 31 mars 2011 sur TBS. Un épisode OVA est commercialisé le 7 décembre 2011.
Une seconde saison est annoncée en avril 2013. Elle est diffusée entre le 3 octobre et le 19 décembre 2013. Un OVA est également sorti le 30 octobre 2013, suivi d'un second OVA le 26 novembre 2014.